# Million Dollar Mystery
Million Dollar Mystery, ook gekend als Money Mania, is een ensemblefilm uit 1987 geregisseerd door Richard Fleischer en gedistribueerd door De Laurentiis Entertainment Group. Het was een financiële flop.

## Verhaal
Sidney Preston steelt 4 miljoen Amerikaanse Dollars van de staat en verstopt die per miljoen ergens in Amerika. Net voordat hij sterft aan hartfalen in een wegrestaurant in Arizona geeft hij aan twee klunzige overheidsdetectives een tip waar ze het eerste miljoen kunnen vinden. Dat blijkt in een brug te zitten in het dorp waar Sidney is geboren, maar het geld valt in de rivier en geraakt daardoor onbruikbaar. Het tweede miljoen vinden ze in zijn boot, maar geraakt versnipperd in de papierversnipperaar. Het derde miljoen valt uit de handen van een hebberige vliegenier en waait met de wind weg. In de eindgeneriek vertelt een van de speurders dat de kijker het vierde miljoen kan winnen indien hij kan raden waar het geld verborgen zit. Extra tips zitten verborgen in verpakkingszakken van de firma Glad-Lock.

## Rolverdeling
| Acteur               | Personage         |
| -------------------- | ----------------- |
| Tom Bosley           | Sidney Preston    |
| Eddie Deezen         | Rollie            |
| Wendy Sherman        | Lollie            |
| Rick Overton         | Stuart Briggs     |
| Mona Lyden           | Barbara Briggs    |
| Douglas Emerson      | Howie Briggs      |
| Royce D. Applegate   | Tugger            |
| Pam Matteson         | Dotty             |
| Daniel McDonald      | Crush             |
| Penny Baker          | Charity           |
| Tawny Fere           | Faith             |
| LaGena Hart          | Hope              |
| Mack Dryden          | Fred              |
| Jamie Alcroft        | Bob               |
| Rich Hall            | Slaughter Buzzárd |
| Gail Neely           | Officer Gretchen  |
| Kevin Pollak         | Officer Quinn     |
| Hard Boiled Haggerty | Awful Abdul       |
| Bob Schott           | Bad Boris         |
| Peter Pitofsky       | Toxic Werewolf    |
| Greg Travis          | 2nd Toxic Man     |
| Tommy Sledge         | Private Eye       |
| Christopher Cary     | Chuck             |
| Rudy De Luca         | Money Counter     |

## Wedstrijd
De Laurentiis had hoge verwachtingen van de film mede doordat kijkers 1 miljoen dollar konden winnen, maar het werd een financiële flop. De film bracht net geen 1 miljoen op tegen een budget van 10 miljoen dollar. De wedstrijd werd gewonnen door de veertienjarige Alesia Lenae Jones. Zij wist - zoals vele duizenden anderen - dat het miljoen verstopt zat in de neus van het Vrijheidsbeeld.

## Dood stuntman
Stuntmat Dar Robinson verloor op 21 november 1986 controle over zijn motorfiets, reed van een klif en stierf. Zijn echtgenote kloeg de productiemaatschappij aan, maar verloor de rechtszaak.

## Nominaties
| Wedstrijd                    | Categorie              | Ontvanger(s)                   | Resultaat   | Ref.  |
| ---------------------------- | ---------------------- | ------------------------------ | ----------- | ----- |
| Golden Raspberry Awards 1987 | Worst Supporting Actor | Tom Bosley                     | Genomineerd | [ 8 ] |
| Golden Raspberry Awards 1987 | Worst Supporting Actor | Mark Dryden - Jamie Alcroft    | Genomineerd | [ 8 ] |
| Golden Raspberry Awards 1987 | Worst Original Song    | Barry Mann - John Lewis Parker | Genomineerd | [ 8 ] |